# Susumu Óno
Susumu Óno (japonsky 大野 晋 , 23. srpna 1919 – 14. července 2008) byl japonský lingvista specializovaný na rané dějiny japonštiny. Jeho publikace se zabývaly původem, podobou a používáním japonského jazyka, a také jeho možné příbuznosti s tamilštinou (jazykem používaným na jihu Indie).

## Mládí
Narodil se 23. srpna 1919 v Tokiu. V roce 1943 úspěšně dokončil Tokijskou univerzitu, kde ho učil i Šinkičiho Hašimota, muž, který sepsal japonskou gramatiku. Susumu Óno se po dokončení studií stal profesorem, vyučoval na Gakušuinově univerzitě. Své studenty se snažil inspirovat k tomu, aby se naučili tamilsky.

## Kariéra
Susumo Óno je v Japonsku stále připomínaný lingvista, kterého si jeho lingvističtí kolegové vážili pro jeho rozsáhlé výzkumy a dokončení prací, které převzal na začátku své kariéry od svého mentora Šinkičiho Hašimota (šlo především o dílo o psaní písma kana a fonologii staré japonštiny, které bylo dokončeno a publikováno v roce 1953).
V roce 1957 nadchl Susumo Óno veřejnost svým dodnes populárním dílem Původ japonského jazyka. Tato kniha byla navíc publikována ve stejném roce jako oblíbený Japonský jazyk od Kindaichiho Haruhika. Tato dvojice svými díly zvýšila zájem čtenářů o původ, povahu a zvláštnosti japonského jazyka. Susumo Óno spolupracoval s Takai Ichinosukeem a Gomi Tomohideem na vydání klasiků japonské literatury. Šlo o díla Man'yōshū (z roku 1962) a Nihon Shoki (z roku 1967).
Díky tomu se z něj stal jeden z předních a téměř nejznámějších lingvistů své doby. Jeho knihy z roku 1999, které byly určené pro běžné čtenáře, se prodaly téměř dva miliony kusů. Šlo o knihu Nihongo Renshūchō (日本語 練習 帳, Japonská cvičebnice).
Susumo Óno také významně přispěl v oblasti japonské kvantitativní lingvistiky, a to tím, že našel statistický vztah mezi klasickými japonskými díly a mírou používání konkrétních slovních druhů v lexikonech, který je známý jako „Ónův lexikální zákon".

## Hypotéza o příbuznosti japonštiny a tamilštiny
Susumo Óno se v posledních třech dekádách svého života věnoval hlavně obhajování hypotézy, kterou poprvé vyslovil v roce 1970 Susumo Shiba a kterou následně více rozvinul Akura Fujiwara. Šlo o hypotézu, že japonština a tamilština mají společný základ, jakýsi výchozí jazyk. Susumo Óno tuto teorii rozvinul natolik, že je mu většinou připisováno i samotné autorství. Prominentní japonský indolog Tokunaga Muneo jeho dílo často kritizoval a spolu s ním mnozí další jazykovědci.
Své domněnky opíral o to, že lidé, kteří osídlili japonské ostrovy připluli pravděpodobně odněkud ze západu. Čínština je japonštině velmi vzdálená, nebyli to tedy Číňané. Nic ale nevyvrací možnost, že to byli Indové. Susumo Óno se nesnažil poukázat pouze na příbuznost samotných jazyků, ale zkoumal a porovnával i archeologii a folklór. Za tím účelem sám vedl v 90. letech výzkum na pohřebištích v Japonsku, v Indii a na Srí Lance. Tato studie odhalila velké podobnosti v hrnčířství a pohřebních rituálech obou kultur. Aby zdůvodnil své teorie, provedl výzkum komparace yajojských pohřbů Japonska s megalitickými pohřby (1300 př. n. l. – 300 n. l.) jižní Indie a Srí Lanky. Tato studie na počátku 90. let odhalila podobnosti v hrnčířství, pohřebních zvyklostech a především v graffiti známkách mezi oběma kulturami.

## Oblíbená díla
Většina jeho děl nebyla přeložena z japonštiny do dalších jazyků. Přesto se za jeho života prodaly miliony publikací. V Japonsku jsou jeho knihy stále velmi populární.